# Aaron Zehnter
Aaron Zehnter (* 31. Oktober 2004 in Sonderhofen) ist ein deutscher Fußballspieler.

## Karriere

### Vereine
Zehnter begann beim SV Sonderhofen mit dem Fußballspielen und spielte in seiner Jugend auch für den Würzburger FV sowie die Würzburger Kickers. Im Sommer 2019 wechselte er in die Jugend des FC Augsburg. In der Saison 2021/22 wurde er mit der U19 des Vereins Staffelmeister der Staffel Süd/Südwest in der A-Junioren-Bundesliga, kam dabei in allen 20 Saisonspielen zum Einsatz und trug mit vier Toren und 14 Vorlagen zum Erfolg bei.
Im Mai 2022 unterschrieb Zehnter beim FC Augsburg einen Profivertrag mit Laufzeit bis 2024 und gehörte ab der folgenden Saison 2022/23 fest zum Profikader. Sein Pflichtspieldebüt für die erste Mannschaft gab er am 31. Juli 2022 im Erstrundenspiel des FC Augsburg im DFB-Pokal 2022/23. Sein erstes Spiel in der Bundesliga absolvierte er am 3. Februar 2023, als er beim 1:0-Sieg gegen Bayer 04 Leverkusen in der 90. Spielminute für Mads Pedersen eingewechselt wurde. Anfang Januar 2024 wechselte Zehnter ein halbes Jahr vor Vertragsende zum Zweitligisten SC Paderborn 07. Im Sommer 2025 wechselte er zum VfL Wolfsburg und unterschrieb dort einen Vertrag bis 2030.

### Nationalmannschaft
Der Linksverteidiger absolvierte sechs Spiele für die deutsche U18-Nationalmannschaft, in denen er ein Tor erzielen konnte, und stand bisher in fünf Spielen für die U19 auf dem Platz.